# Oborniki Śląskie
Oborniki Śląskie [ɔbɔrˈɲikʲi ɕlõskʲɛ] (deutsch: Obernigk, schlesisch Ubernigke) ist eine Stadt mit etwa 8400 Einwohnern im Powiat Trzebnicki (Trebnitzer Distrikt)  in der  polnischen Woiwodschaft Niederschlesien.

## Geographische  Lage

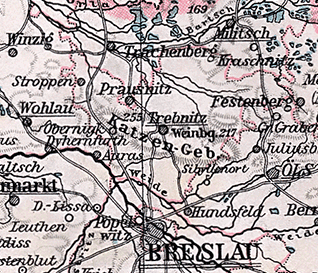
Obernigk im Katzengebirge westlich von Trebnitz auf einer Landkarte von 1905

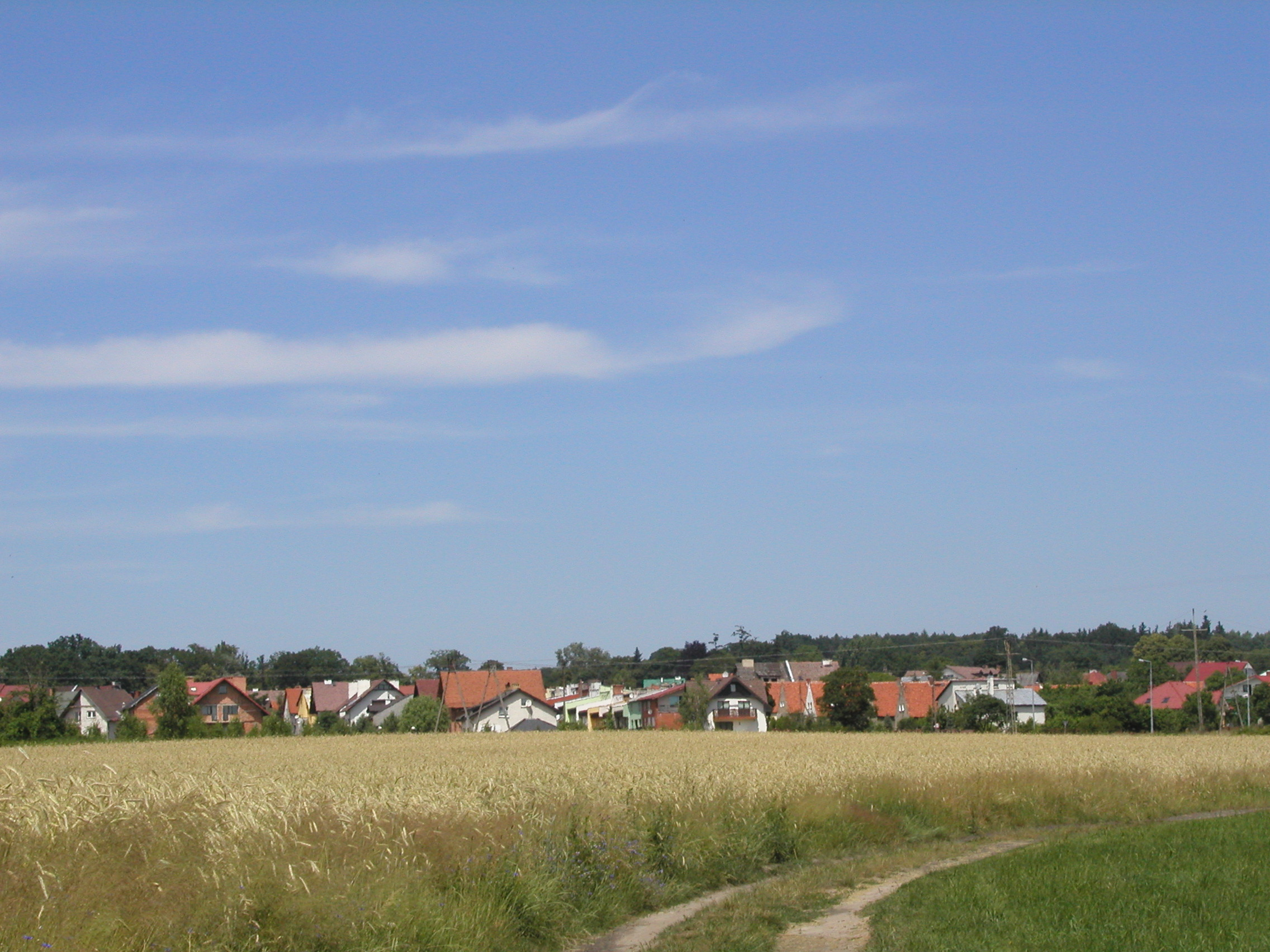
Stadtpanorama

Die Stadt liegt in Niederschlesien nördlich der Oder im Katzengebirge, etwa zehn Kilometer westlich von Trzebnica (Trebnitz) und 26 Kilometer nördlich von Breslau.

## Geschichte

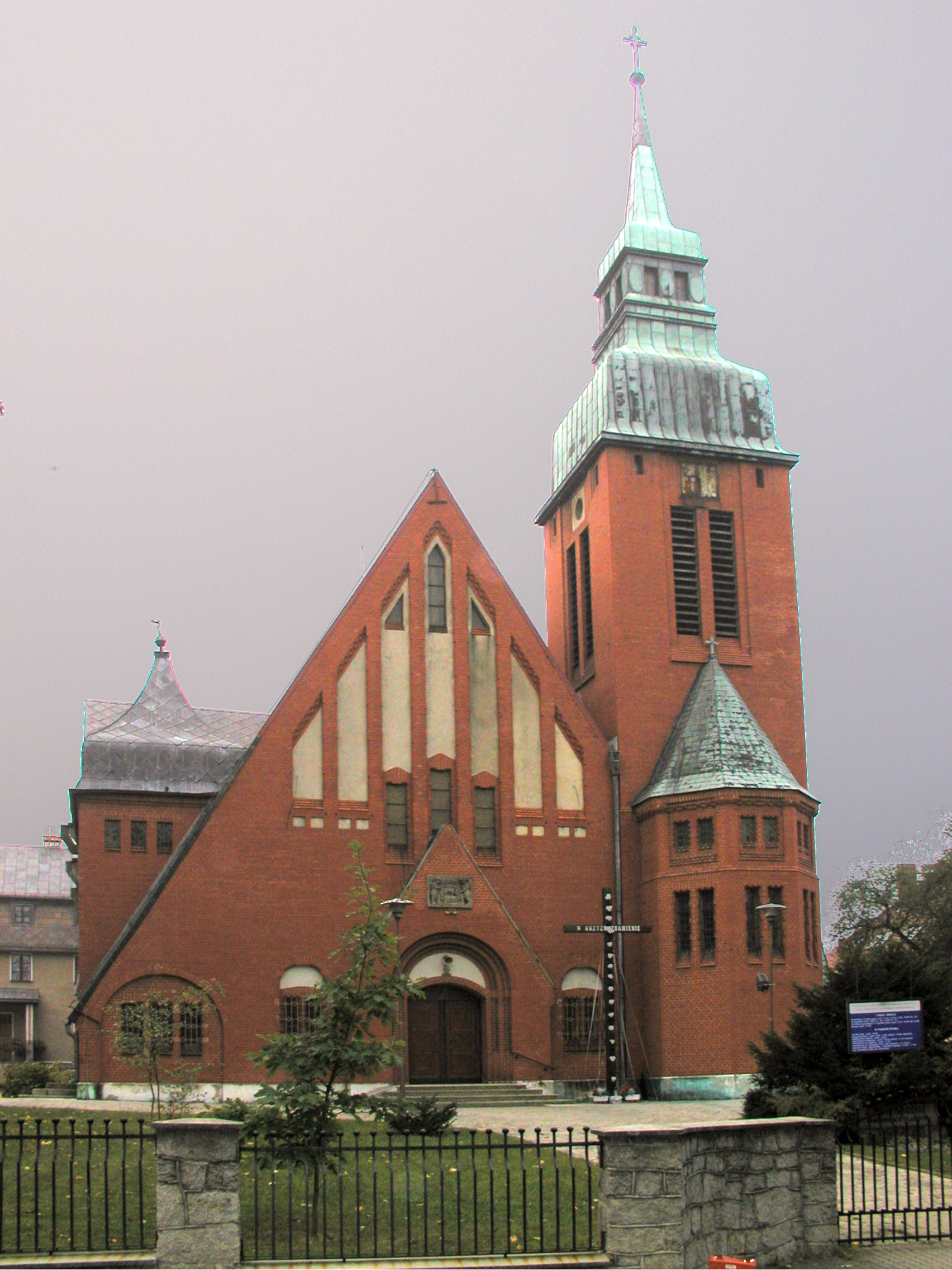
Evangelische Pfarrkirche

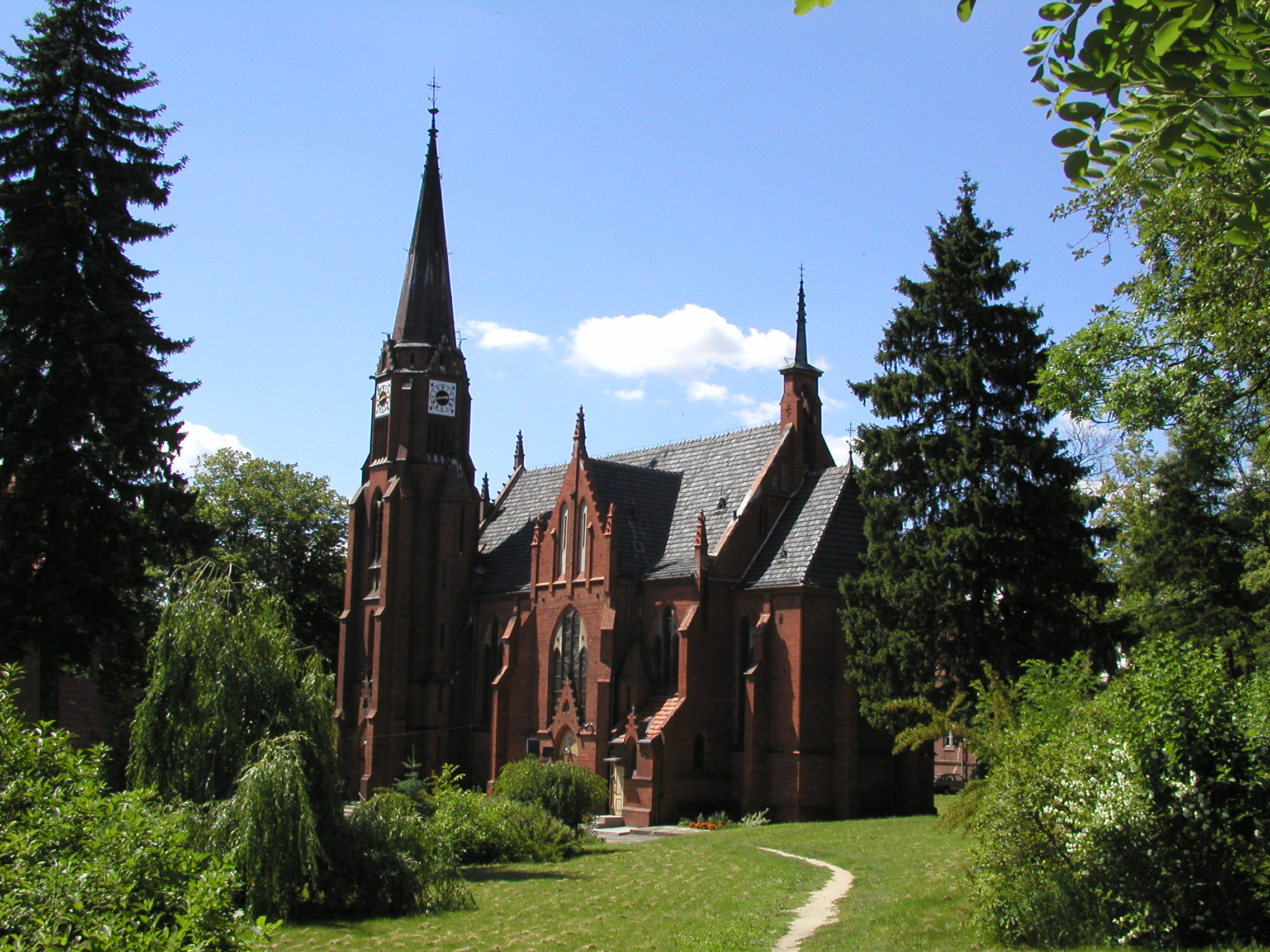
Herz-Jesu-Kirche

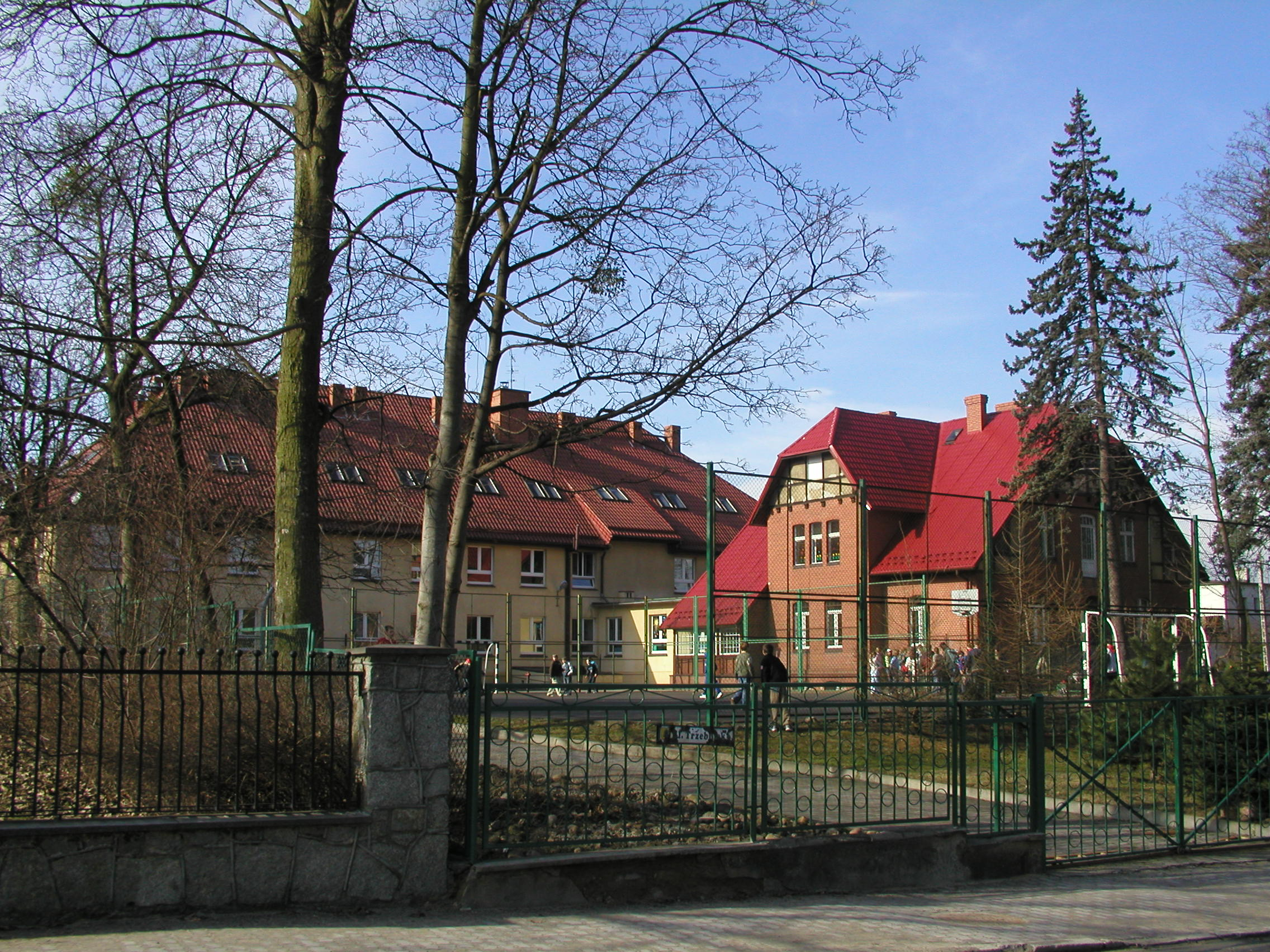
Gebäude der Grundschule

Wegen seiner guten klimatischen Verhältnisse entwickelte sich das 1305 erstmals erwähnte Dorf Obernigk im 19. Jahrhundert zum Kurort. Der Gutsbesitzer Karl Wolfgang Schaubert (ein Pate des Sohnes von Karl von Holtei), betrieb 1835 den Ausbau zum Kurbad. Obernigk gehörte zum Landkreis Trebnitz im Regierungsbezirk Breslau der preußischen Provinz Schlesien.
Bereits zuvor war der Ort durch den Dichter Karl von Holtei bekannt geworden. Holtei, der einige Jahre hier lebte und 1821 hier heiratete, beschrieb Obernigk in mehreren Gedichten. Holtei, der seinen eigenen Versen zufolge in Obernigk „ein kleines Häuschen mit Schindeldächel und a Tannen“ bewohnt hatte, war auch Herausgeber des bekannten, allerdings nur vom 4. März bis September 1822 erschienenen Breslauer Wochenblatts Der Obernigker Bote gewesen. Im Ort erinnert ein Denkmal an ihn.
Im Jahre 1856 erhielt der Ort durch die Strecke von Breslau nach Posen Anschluss an die Eisenbahn.
Als 1866 in Breslau die Cholera ausbrach, nutzten viele Einwohner die Eisenbahn zur Flucht nach Obernigk, wodurch die Bekanntheit des Ortes als Sommerfrische einen spürbaren Schub erhielt. 
Am Anfang des 20. Jahrhunderts war Obernigk ein Dorf und Luftkurort mit einer evangelischen Kirche, einer katholischen Kirche, zwei privaten Irrenanstalten, einem Sanatorium und einem Fichtennadelbad. Das Dorf war ein beliebter Erholungsort für die Bürger Breslaus und anderer Städte aus Niederschlesien. Im  Zweiten Weltkrieg wurde im Januar 1945 wegen der näherrückenden Front nahezu die gesamte Einwohnerschaft Obornigks nach Sachsen, Bayern und in das nahe Sudetenland evakuiert.
Nach der Eroberung durch die Rote Armee am 27. Januar 1945 kam Obornik im März 1945 unter die Verwaltung der Volksrepublik Polen, die es in Oborniki Śląskie umbenannte. Am 23. Juni 1945 erhielt die 10. Division der Polnischen Volksarmee die „ehrenvolle Aufgabe …, den uralten polnischen Boden vom deutschen Ungeziefer zu säubern“. Darin war die Abschiebung der Einwohner Obornigks nach Görlitz für den 30. Juni vorgesehen. Diese wilde Vertreibung erwies sich wegen der Rückkehr vieler Vertriebener und Evakuierter, nur als Teilerfolg. In der Folgezeit erlebte Obornigk durch die systematische Vertreibung der bisherigen Einwohner und eine Neubesiedlung mit Polen aus Zentralpolen und den an die Sowjetunion gefallenen Territorien zwischen Februar 1946 und Ende 1947 einen vollständigen Bevölkerungsaustausch.
Die Ortschaft erhielt Stadtrecht. Der Kur- und Naherholungsbetrieb setzt sich bis heute fort.
.
Seit 2004 besteht eine Städtepartnerschaft mit der oberfränkischen Stadt Rehau.

## Bevölkerungsentwicklung
| Jahr | Einwohner | Anmerkungen                       |
| ---- | --------- | --------------------------------- |
| 1785 | 0312      |                                   |
| 1825 | 0497      |                                   |
| 1900 | 2051      | davon 425 Katholiken und 26 Juden |
| 1933 | 4258      | [ 7 ]                             |
| 1939 | 4407      | [ 7 ]                             |
| 1961 | 5418      |                                   |
| 1970 | 5720      |                                   |
| 2007 | 8428      |                                   |

## Verkehr

### Zug
Von Oborniki Śląskie erreicht man Danzig und Breslau umsteigefrei mit dem IC und dem TLK der polnische PKP.

## Stadtwappen
Das Wappen der Stadt (nach 1945 geschaffen) zeigt einen grünen Tannenbaum im gelben Feld.

## Sehenswürdigkeiten
- ehemalige evangelische Pfarrkirche
- römisch-katholische Herz-Jesu-Kirche
- Kurhaus mit Parkanlage
- Bahnhofsgebäude aus dem 19. Jahrhundert  - Parkanlage

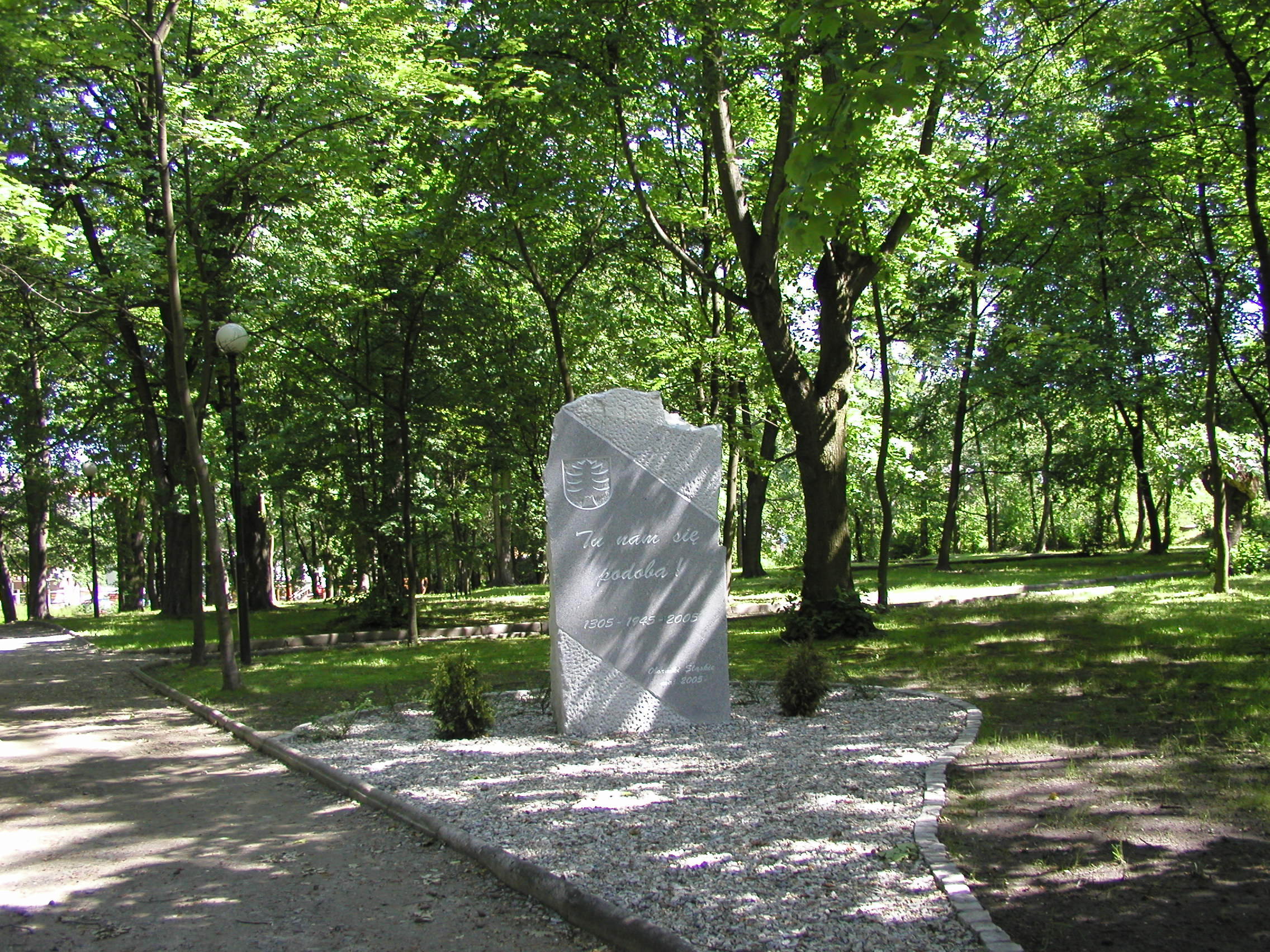
Parkanlage
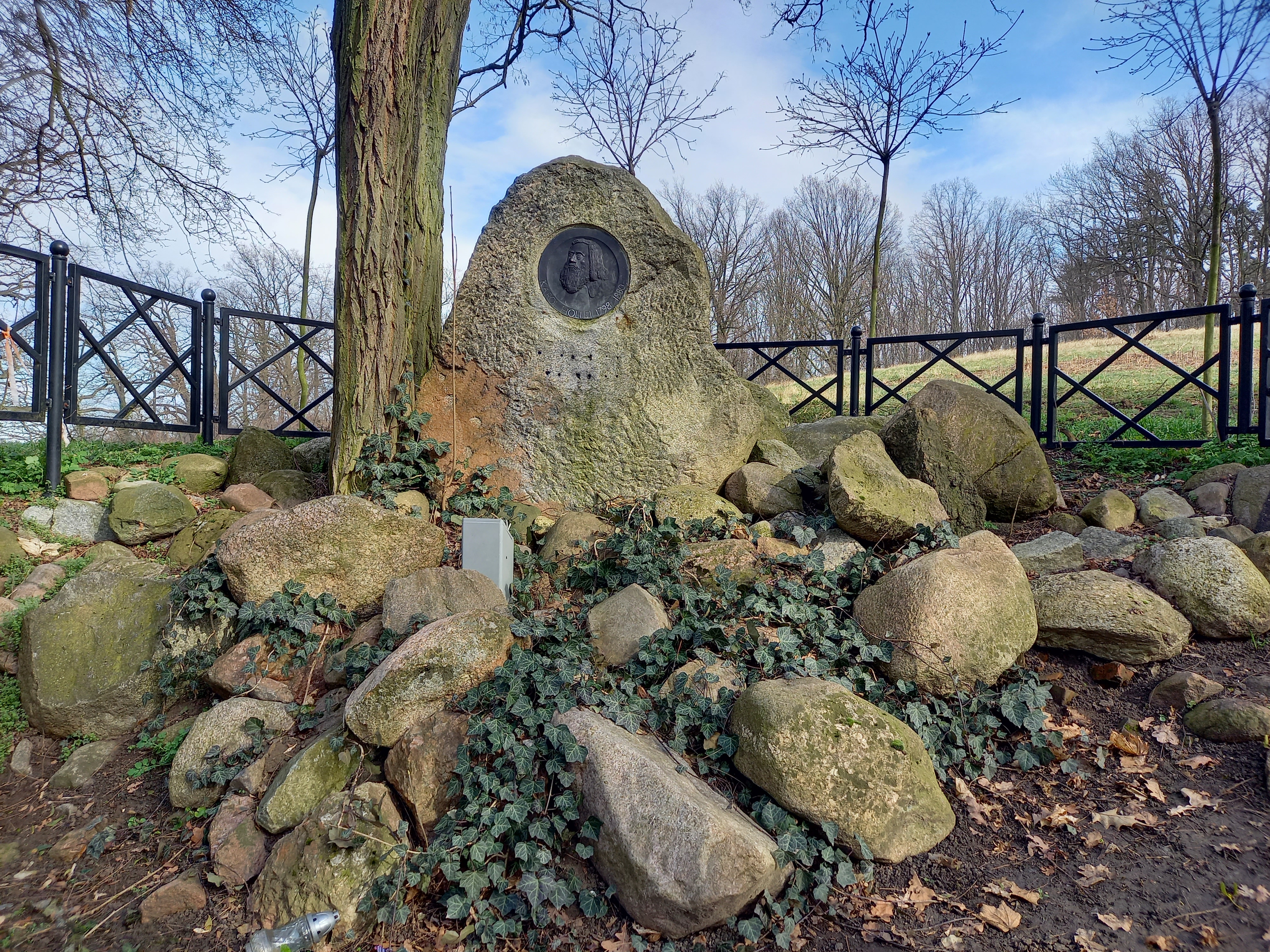
Denkmal für Karl von Holtei im Ort
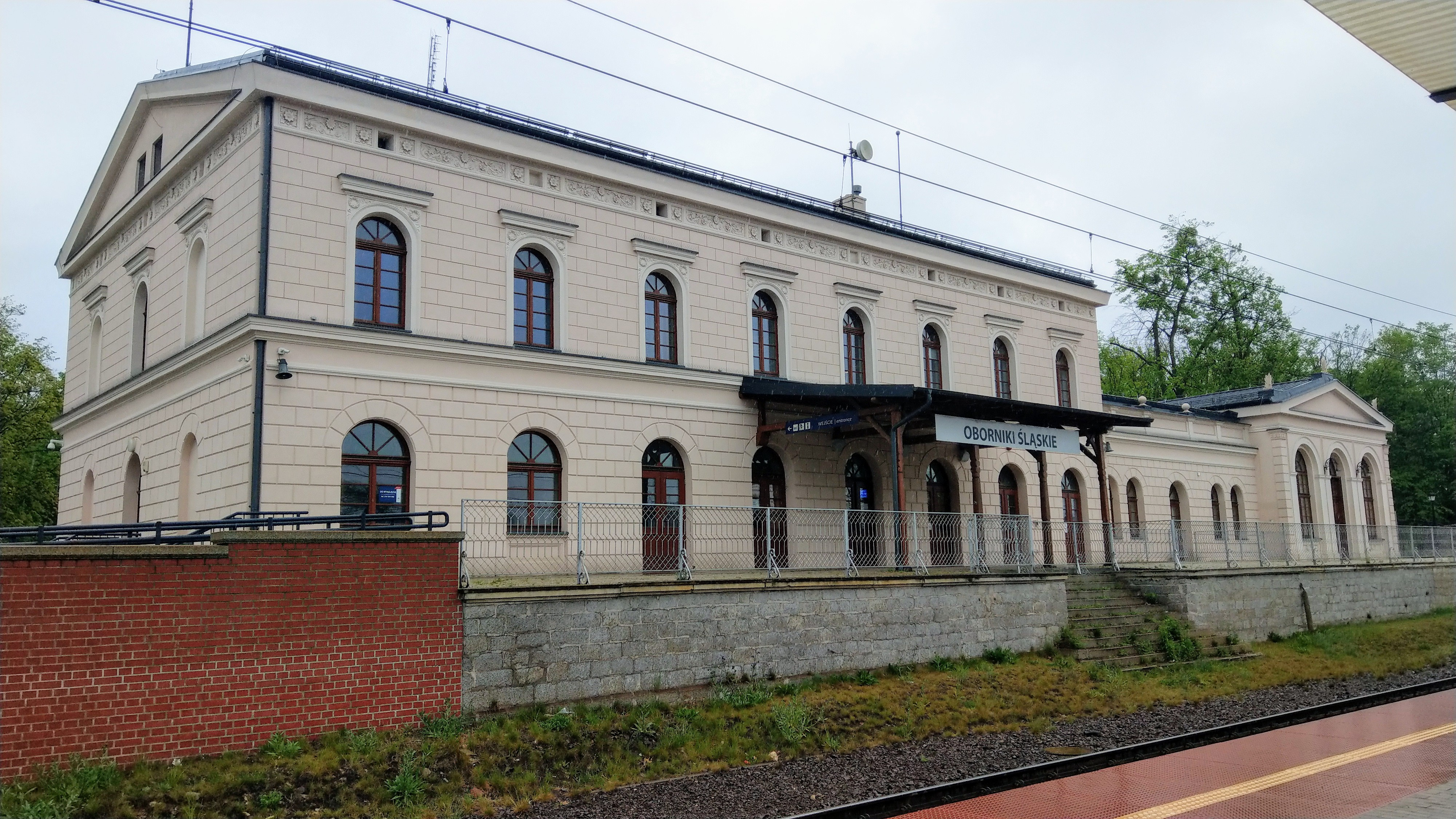
Bahnhofsgebäude

  - Denkmal für Karl von Holtei im Ort
  - Bahnhofsgebäude

## Gmina

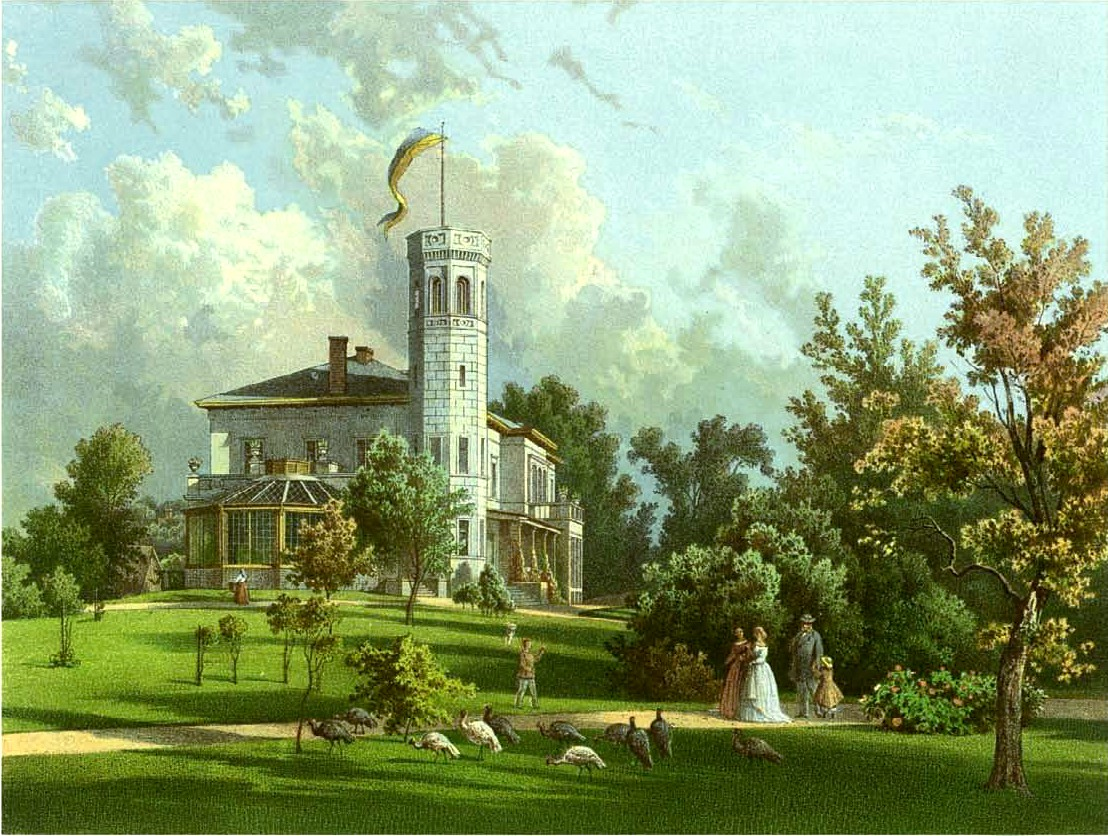
Rittergut Obernigk, Sammlung Alexander Duncker

Die Stadt- und Landgemeinde (gmina miejsko-wiejska) Oborniki Śląskie umfasst ein Gebiet von 153,75 km² mit 18.059 Bewohnern (2007). Dazu gehören diese Orte:
- Bagno (Heinzendorf)
- Borkowice (Burgwitz)
- Ciecholowice (Zechelwitz)
- Golędzinów (Kunzendorf)
- Jary (Jäckel)
- Kotowice (Kottwitz)
- Kowale (Kawallen)
- Kuraszków (Alt Karoschke, 1936–1937: Karoschke, 1937–1945: Lindenwaldau)
- Lubnów (Liebenau) mit Nowosielce (Sorgan)
- Morzęcin Mały (Klein Muritsch)
- Morzęcin Wielki (Groß Muritsch)
- Oborniki Śląskie  (Obernigk)-Stadt
- Osola (Ritschedorf)
- Osolin (Esdorf) mit Brzezno Małe
- Paniowice (Pannwitz)
- Pęgów (Hennigsdorf)
- Piekary (Beckern)
- Przecławice (Prischwitz)
- Raków (Raake)
- Rościsławice (Riemberg, ehemals ab 1874 Amtsbezirk 29 im Kreis Wohlau[9])[10]
- Siemianice (Schimmelwitz)
- Uraz (Auras) mit Niziny (Weitemalke)
- Wielka Lipa (Groß Leipe)
- Wilczyn (Heidewilxen)
- Zajączków (Haasenau)
- Paniowice (Pannwitz)

## Söhne und Töchter der Stadt
- Ernst Leberecht Semper (1722–1758), deutscher lutherischer Geistlicher und Liederdichter
- Hans von Held (1764–1842), Publizist und Dichter
- Hans Karl von Diebitsch-Sabalkanski (1785–1831), russischer Generalfeldmarschall
- Ernst Julius August Zacher (1816–1887), deutscher Germanist
- Hugo Ganse (1862–1944), Verwaltungsjurist und Ministerialbeamter, Präsident der Preußischen Ansiedlungskommission
- Adolf Böhm (1871–nach 1905), deutscher Radrennfahrer
- Ernst Laqueur (1880–1947), Mediziner
- Paul Kalbeck (1884–1949), deutscher Schauspieler
- Erhard Tornier (1894–1982), deutscher Wahrscheinlichkeitstheoretiker
- Hans Ulrich (1903–1993), deutscher Schauspieler
- Carlo Bayer (1915–1977), Theologe und Pionier der Caritas Internationalis
- Heinrich Geissler (1927–1990), deutscher Kunsthistoriker
- Kurt Wünsche (1929–2023), deutscher Politiker in der DDR
- Manfred Zeh (1933–2021), Generalmajor der Nationalen Volksarmee
- Bernhard Schemmel (* 1940), deutscher Germanist, Volkskundler und Bibliothekar
- Jutta Menschik (* 1944), Psychologin, Psychoanalytikerin und Hochschullehrerin
- Bronisław Komorowski (* 1952), polnischer Staatspräsident
- Aleksandra Natalli-Świat (1959–2010), polnische Politikerin
- Zdzisław Nitka (* 1962), expressionistischer Maler, Graphiker, Holzschneider und Hochschullehrer